# افیم فرادکین
افیم ساموئلوویچ فرادکین (روسی: Ефим Самойлович Фрадкин؛ زاده ۳۰ نوامبر ۱۹۲۴ - درگذشته ۲۵ مارس ۱۹۹۹) یک فیزیک‌دان اهل روسیه بود.